# 和田博実
和田 博実（わだ ひろみ、1937年3月26日 - 2009年6月22日）は、大分県臼杵市出身（鹿児島県生まれ）のプロ野球選手（捕手、外野手）・コーチ・監督、評論家。
1955年から1956年までの登録名は和田 博美。

## 経歴
鹿児島で生まれたが、父親の転勤で幼少時に臼杵へ転居。小学校5年から捕手となり、臼杵高校でも野球部に入部するが、父が「息子を医者にさせたい」と考えており一旦退部。後に「血を見るのは苦手だった」という事情で野球部に復帰。捕手として2年次の1953年に秋季九州大会へ進むが、1回戦で長崎商に延長15回サヨナラ負け。3年次の1954年も夏の甲子園県予選を勝ち抜き東九州大会に進出するが、1回戦で黒木基康のいた高鍋高に完封を喫し、甲子園には届かなかった。
卒業後の1955年に西鉄ライオンズへ入団し、三原脩監督のポスト日比野強化の構想により、久保山誠・田辺義三と正捕手の座を競い合う。
1956年後半には三原が和田の練習の動きを見て、捕球と送球に、三原曰く「きらめき」を見た。強肩でシャープな打撃は認めつつも、田辺の捕球に頼りなさ、送球を物足りなさを感じていた三原は「うん、田辺よりうまい」と思って和田を呼び、「いいか、君は捕手としての条件を備えている。後はパワーをつけることだ。このオフ、家へ帰ったら、鉄アレイを使って、筋力をつけなさい。ランニングを欠かさずに足腰を鍛えなさい。それと素振りをたんとやってきなさい」とアドバイス。三原から宿題を授かった和田は、鉄アレイをボディビル並みにやったほか、バットも毎日振り、オフには雨の日も風の日も、地元臼杵の八幡神社を上り下りした。
1957年キャンプでは鋭いライナーが飛ぶ打球となり、前年までの頼りなげな力の無い打撃が姿を消し、田辺に決して引けはとらなくなった。肩も田辺に劣らず、正確で捕って投げる間に無駄のないスローイングであった。上半身もボディビルで鍛えたようになり、腰も安定し、ひ弱い印象も消えた。和田の裸身を見た三原も「随分、立派になったなあ」と思わず唸り、肩に手をかけて揺すった。開幕後は阪急戦でロベルト・バルボンの盗塁を封じ、阪急のチーム盗塁数も減少させるなど、三原の思惑は当たった。
三原の総合的な判断で正捕手に抜擢され、チームの3年連続リーグ優勝・日本一に貢献。オールスターゲームには5度出場（1958年、1959年、1961年、1964年、1966年）したほか、西鉄の強力投手陣を長年に渡ってリードし、2度の完全試合（1958年・西村貞朗、1966年・田中勉）と2度のノーヒットノーラン（1964年・井上善夫、1966年・清俊彦）に立ち会ったが、この記録は佐竹一雄と並んで最多記録である。また21歳3ヶ月での完全試合達成は、当時の最年少記録であった。稲尾和久との黄金バッテリーで知られるが、西鉄のスカウトが稲尾の存在を知るきっかけになったのは、臼杵高時代の和田へのスカウト活動であった。和田の観戦に行った試合の相手が緑丘高で、マウンドにはエースの稲尾がいた。無名の稲尾は凄い球を投げて堂々たる完封勝利を挙げ、スカウトの目に留まった。和田と稲尾は共に1937年生まれの大分県人で、学年では早生まれの和田が1年先輩であったが、互いにニックネームで呼び合う間柄であった。1957年の巨人との日本シリーズでは、最終第5戦でランニング本塁打を含む2打席連続本塁打を放ち4打点、同シリーズの技能賞を獲得した。
1959年には三原の勧めで上半身を鍛えるようになる。
1960年には打率.295を記録し、1962年には初めて規定打席に達してリーグ6位の打率.325、14本塁打、54打点と自己最高の成績を記録。
1961年からは外野手としても起用されるが、1967年には高倉照幸を巨人に放出、代わりに宮寺勝利が移籍入団し、高倉の後継として左翼手に回る。外野に転向後は元々速かった足を生かし、1967年・1968年と2年連続で2桁盗塁を記録したほか、1968年5月28日の南海戦（平和台）ではサイクル安打を達成。
1970年からはコーチを兼任するが、1971年8月21日の東映戦（後楽園）で高橋善正に完全試合を達成した際には最後の打者となっている。
1972年には選手専任に戻るが、阪急が優勝を決めた9月26日には早くから平和台のグラウンドに現れ、外野を走り、球拾いと動き続けていた。3年連続最下位が確定していることもあって、選手はベンチで雑談し、時々、大きな笑い声が起こったが、和田は一塁ベースの近くにきて、のんびりムードのベンチに向かって「おい。加藤、出てこい」と声を掛けた。3年目でウエスタン・リーグから上がったばかりの加藤博一に「おい、ヒロ。走ってみろ」と盗塁を教え始め、「ええか、盗塁は足じゃないんだ。呼吸だ。タイミングをしっかりつかめよ」と指導。加藤は真剣な目で和田の話に耳を傾け、何度も走り、その様子に監督の稲尾が「エーちゃんらしいな」とつぶやいた。この頃の和田は、他球団が優勝を決めるのが癪に障るらしく、この時期になると、必ず何かをやり始めていた。和田は「ウチも優勝は無理にしても個人タイトルを狙える選手が出てきてほしい。ファンから忘れられることは一時でも寂しいものだよ」と語り、ベンチに戻った加藤をからかうベテランもいたが、加藤は「ベテランの和田さんがこんなに親切に教えてくれるなんて感激です」ときっぱり言った。結局、和田は同年、西鉄の球団身売りを機に現役を引退。
引退後は身売り後に球団との関係が生じていたアメリカのマイナーリーグ1Aローダイ・ライオンズコーチ（1973年）を経て、太平洋→クラウン→西武とライオンズ一筋に二軍監督（1974年 - 1977年, 1987年 - 1992年）、一軍打撃コーチ（1978年）→一軍作戦コーチ（1979年 - 1981年）→二軍バッテリーコーチ（1982年 - 1984年）→二軍打撃コーチ（1985年 - 1986年）を歴任。太平洋→クラウン二軍監督時代は若菜嘉晴、永射保、山村善則、真弓明信、鈴木治彦を育てた。西武コーチ時代は選手の心理面まで把握しようと精力的に動き、大声は出さないが厳しく、作戦にも定評があった。根本陸夫監督の片腕として、捕手であった経験を十分に生かして作戦を立てたほか、ゲームの流れをいち早く読み選手の心理を見抜き次の作戦を考え、冷静な判断力の持ち主であった。広岡達朗監督時代からはアメリカのマイナーリーグ「サンノゼ・ビーズ」などへの若手選手の野球留学を引率し、秋山幸二、工藤公康、大久保博元、田辺徳雄、鈴木健などの選手を育て上げた。メジャー通としても知られ、タイラー・リー・バンバークレオなどの外国人選手を紹介した。
西武退団後は阪神タイガース編成部に招聘され、社長付渉外担当（1993年 - 1994年）→ヘッドコーチ（1995年）→フロント（1996年）→二軍監督（1997年 - 1998年）を歴任。
社長付渉外担当としてグレン・デービスを獲得したほか、三好一彦球団社長に三好が作成の指揮を執った文書「タイガースの野球」の編集も指示された。二軍監督として1998年にウエスタン・リーグ優勝に導いた。当時阪神の二軍助監督兼打撃コーチだった岡田彰布は「試合になると1回から5回まで、とにかく先頭打者が出たらバントで送る。そんな野球をやらせていた。「二軍はまず、きっちり打たすことからやらさんとあかんでしょ。」おれがそう言うと、和田さんは「いやあれは三塁コーチが勝手にサイン出してるんや」って、まるで人ごとみたいに言うんやからなあ。そんな二軍監督おるんかいな。「ほなら、おれがベンチからサイン出しますわ」と答えた。それから阪神の二軍の野球も変わったんやけど。」と述べている。阪神退団後は西日本スポーツ評論家（1999年）→サンワード貿易助監督（2000年 - 2005年）→沖データコンピュータ教育学院シニアアドバイザー（2009年）を務めた。
2009年6月22日午前2時1分、膵臓癌のため福岡県福岡市の病院で死去。72歳没。葬儀は近親者のみの密葬で行われ、同27日の西武-ソフトバンク戦（西武D）の試合に先立って、同じくライオンズOBである石毛宏典・豊田泰光同席のもと黙祷が捧げられた。

## 和田コーチ引率によるサンノゼ・ビーズ野球留学への参加者
- 1983年 - 上田貞人、相馬勝也、白幡勝弘、安部理、駒崎幸一、秋山幸二（中途参加）
- 1984年 - 高山郁夫、工藤公康、川村一明、白幡勝弘、石井毅、成田幸洋、青山道雄
- 1985年 - 村井一男、串原泰夫、上田貞人、後藤明美、相馬勝也、笘篠誠治、羽生田忠之
- 1986年 - 横田久則、後藤明美、大久保博元、田辺徳雄、山野和明、中島良浩
- 1987年 - 亀井猛斗、逢阪輝樹、奈部川勉
- 1988年 - 城土大二郎、前田耕司、山本勝則、鈴木健

## エピソード
- 現役時代から知識欲がどこまでも旺盛で、教育リーグ引率の際には、本場の野球に関する本を買い集めて勉強[10]。野球に対する知識は豊富なほか、セオリーをよく知る理論派であった[10]。
- 選手にニックネームを付ける名人でもあり、デーブ大久保のニックネームは、和田が名付け親である。サンノゼ・ビーズでは、ライオンズの選手には「安部理（Sam Abe）」「相馬勝也（Bunny Soma）」のように英語名が付けられ、自身はHank Wadaと名乗った[18]。
- グラウンドを離れたら良き兄貴分で、西鉄時代には阪神から移籍してきた本間勝を自宅に招待し、鉄板焼きを御馳走した[10]。大阪遠征では本間が住んでいた近くの甲子園市場に、物凄く柔らかくて美味しいヒレを分けてくれる精肉店があった[10]。和田は一度食べてからそのヒレにはまってしまい、大阪から福岡に直接帰る場合は、いつも「マサルちゃん。今回も頼むぜえ」と必ずヒレを購入して帰福していた[10]。その肉の手渡し役は本間であったが、いつも精肉店まで足を運んでくれたのは、和田の妻であった[10]。

## 詳細情報

### 年度別打撃成績
| 年 度      | 球 団      | 試 合 | 打 席 | 打 数 | 得 点 | 安 打 | 二 塁 打 | 三 塁 打 | 本 塁 打 | 塁 打 | 打 点 | 盗 塁 | 盗 塁 死 | 犠 打 | 犠 飛 | 四 球 | 敬 遠 | 死 球 | 三 振 | 併 殺 打 | 打 率 | 出 塁 率 | 長 打 率 | O P S |
| ---------- | ---------- | ----- | ----- | ----- | ----- | ----- | -------- | -------- | -------- | ----- | ----- | ----- | -------- | ----- | ----- | ----- | ----- | ----- | ----- | -------- | ----- | -------- | -------- | ----- |
| 1955       | 西鉄       | 6     | 8     | 7     | 1     | 3     | 1        | 0        | 0        | 4     | 0     | 0     | 0        | 1     | 0     | 0     | 0     | 0     | 1     | 0        | .429  | .429     | .571     | 1.000 |
| 1956       | 西鉄       | 44    | 43    | 37    | 2     | 7     | 0        | 0        | 1        | 10    | 1     | 0     | 0        | 1     | 0     | 5     | 0     | 0     | 13    | 1        | .189  | .286     | .270     | .556  |
| 1957       | 西鉄       | 111   | 359   | 322   | 32    | 69    | 10       | 1        | 7        | 102   | 35    | 1     | 5        | 10    | 0     | 23    | 0     | 4     | 81    | 6        | .214  | .275     | .317     | .592  |
| 1958       | 西鉄       | 118   | 369   | 334   | 28    | 71    | 12       | 1        | 6        | 103   | 36    | 6     | 4        | 14    | 3     | 14    | 2     | 4     | 61    | 1        | .213  | .251     | .308     | .559  |
| 1959       | 西鉄       | 97    | 257   | 244   | 24    | 59    | 6        | 3        | 3        | 80    | 19    | 3     | 2        | 5     | 0     | 8     | 0     | 0     | 39    | 6        | .242  | .266     | .328     | .594  |
| 1960       | 西鉄       | 101   | 319   | 295   | 30    | 87    | 12       | 3        | 4        | 117   | 30    | 6     | 1        | 1     | 3     | 19    | 2     | 1     | 32    | 7        | .295  | .336     | .397     | .733  |
| 1961       | 西鉄       | 81    | 237   | 216   | 15    | 62    | 11       | 2        | 5        | 92    | 26    | 6     | 3        | 3     | 3     | 13    | 1     | 2     | 30    | 5        | .287  | .329     | .426     | .755  |
| 1962       | 西鉄       | 113   | 421   | 388   | 47    | 126   | 15       | 5        | 14       | 193   | 54    | 12    | 5        | 4     | 3     | 25    | 0     | 1     | 61    | 9        | .325  | .365     | .497     | .862  |
| 1963       | 西鉄       | 128   | 449   | 416   | 51    | 113   | 21       | 3        | 16       | 188   | 55    | 12    | 1        | 5     | 3     | 22    | 1     | 3     | 58    | 10       | .272  | .311     | .452     | .763  |
| 1964       | 西鉄       | 121   | 403   | 375   | 44    | 97    | 12       | 0        | 14       | 151   | 54    | 12    | 5        | 4     | 3     | 20    | 2     | 1     | 59    | 8        | .259  | .296     | .403     | .699  |
| 1965       | 西鉄       | 122   | 435   | 398   | 31    | 105   | 19       | 1        | 4        | 138   | 36    | 14    | 9        | 5     | 5     | 26    | 0     | 1     | 52    | 10       | .264  | .307     | .347     | .654  |
| 1966       | 西鉄       | 113   | 386   | 360   | 24    | 84    | 11       | 4        | 6        | 121   | 32    | 7     | 8        | 9     | 1     | 15    | 0     | 1     | 60    | 5        | .233  | .265     | .336     | .601  |
| 1967       | 西鉄       | 125   | 425   | 388   | 30    | 92    | 23       | 2        | 7        | 140   | 36    | 18    | 5        | 6     | 3     | 26    | 6     | 2     | 69    | 5        | .237  | .286     | .261     | .547  |
| 1968       | 西鉄       | 112   | 376   | 343   | 36    | 90    | 9        | 1        | 10       | 131   | 40    | 18    | 10       | 7     | 3     | 23    | 6     | 0     | 48    | 6        | .262  | .306     | .382     | .688  |
| 1969       | 西鉄       | 46    | 57    | 51    | 4     | 11    | 2        | 0        | 2        | 19    | 10    | 1     | 0        | 0     | 1     | 4     | 0     | 1     | 14    | 0        | .216  | .281     | .373     | .654  |
| 1970       | 西鉄       | 43    | 43    | 42    | 1     | 9     | 0        | 0        | 0        | 9     | 5     | 2     | 3        | 0     | 0     | 1     | 0     | 0     | 7     | 1        | .214  | .233     | .214     | .447  |
| 1971       | 西鉄       | 40    | 40    | 39    | 7     | 11    | 3        | 0        | 1        | 17    | 10    | 1     | 0        | 0     | 0     | 1     | 0     | 0     | 5     | 2        | .282  | .300     | .436     | .736  |
| 1972       | 西鉄       | 44    | 44    | 40    | 3     | 8     | 0        | 0        | 0        | 8     | 7     | 2     | 0        | 0     | 1     | 3     | 0     | 0     | 3     | 2        | .200  | .250     | .200     | .450  |
| 通算：18年 | 通算：18年 | 1565  | 4671  | 4295  | 410   | 1104  | 167      | 26       | 100      | 1623  | 486   | 121   | 61       | 75    | 32    | 248   | 20    | 21    | 693   | 84       | .257  | .299     | .378     | .677  |

### 表彰
- 日本シリーズ技能賞：1回 （1957年）

### 記録
初記録
- 初出場：1955年9月16日、対毎日オリオンズ21回戦（川崎球場）、8回裏に捕手で出場
- 初安打：1955年10月8日、対阪急ブレーブス18回戦（小倉豊楽園球場）、7回裏に阿部八郎から
- 初先発出場：1955年10月11日、対トンボユニオンズ18回戦（小倉豊楽園球場）、8番・捕手で先発出場
- 初本塁打・初打点：1956年8月9日、対大映スターズ11回戦（平和台球場）、7回裏に太田正男からソロ

節目の記録
- 1000試合出場：1965年8月12日、対近鉄バファローズ20回戦（平和台球場）、7番・捕手で先発出場　※史上101人目
- 1000本安打：1968年5月31日、対東映フライヤーズ9回戦（平和台球場）、3回裏に田中調から左越2ラン　※史上68人目
- 1500試合出場：1971年7月6日、対阪急ブレーブス13回戦（西京極球場）、5回表に三輪悟の代打で出場　※史上39人目
- 100本塁打：1971年8月17日、対ロッテオリオンズ21回戦（平和台球場）、7回裏に米山哲夫の代打で出場、小山正明から左越同点3ラン　※史上65人目

その他の記録
- サイクルヒット：1968年5月28日、対南海ホークス4回戦（平和台球場）　※史上24人目
- オールスターゲーム出場：5回 （1958年、1959年、1961年、1964年、1966年）
- 二軍監督としての在任年数：12シーズン（1974-1977、1987-1992、以上ライオンズ）・（1997-1998、以上タイガース）

### 背番号
- 47 （1955年 - 1958年、1979年 - 1981年）
- 2 （1959年）
- 12 （1960年 - 1972年）
- 74 （1974年 - 1978年）
- 88 （1982年 - 1992年、1995年）
- 77 （1997年 - 1998年）

### 登録名
- 和田 博美 （わだ ひろみ、1955年 - 1956年）
- 和田 博実 （わだ ひろみ、1957年 - ）